# Messassa
Messassa  (in arabo مساسة‎?) è un centro abitato e comune rurale del Marocco situato nella provincia di Taounate, regione di Fès-Meknès. Conta una popolazione di 9 501 abitanti (censimento 2014).